# Jordi Amat
Jordi Amat Maas (født 21. marts 1992 i Canet de Mar) er en spansk fodboldspiller, der spiller som central forsvarsspiller for Real Betis i hjemlandet, udlejet fra Premier League-klubben Swansea City.

## Karriere

### RCD Espanyol
I 2009 skiftede Amat til Espanyols ungdoms akademi som 7-årig. Her spillede han i ti år, indtil han i 2009 blev senior spiller, dog til at starte med hos Espanyol B.
Amat spillede for Espanyol B i et år (2009-2010), indtil han blev rykket op på klubbens førsteholdstrup.
Den 24. januar 2010 spillede Amat sin første La Liga-kamp for Espanyol, hvor han i 84' minut blev skiftet ind i et 1-1 opgør imod RCD Mallorca. Amat spillede i alt 28 kampe for førsteholdet i sin første sæson.
Amat spillede i alt 41 ligakampe for Espanyol samt 17 ligakampe for B-holdet.

### Udlån til Rayo Vallecano
I juli 2012 blev Amat udlånt til Rayo Vallecano.
Den 24. februar 2013 scorede Amat sit første og eneste mål for klubben i 1-2 nederlaget imod Real Valladolid. Amat scorede i samme kamp også et selvmål.

### Swansea City A.F.C.
Den 27. juni 2013 blev det bekræftet, at Amat skiftede til Swansea City for ca. £2.5 millioner. Amat skrev under på en 4-årig kontrakt.
Han fik sin officielle debut for klubben den 1. august 2013, hvor han i 4-0 sejren over Malmö FF spillede alle 90 minutter i Europa League kvalifikationen.

### Landshold
Amat har siden 2011 spillet for Spaniens U21 landshold samt for Cataloniens landshold.
Amat har derudover spillet på adskillige ungdomslandshold, som kan ses i infoboksen til højre.

## Eskterne henvisninger
- Jordi Amats spillerprofil hos FIFA (engelsk)
- Jordi Amats spillerprofil hos UEFA (engelsk)
- Jordi Amats spillerprofil på Transfermarkt (engelsk)
- Jordi Amats spillerprofil på national-football-teams.com (engelsk)
- Jordi Amats profil på WorldFootball.net (engelsk)
- Jordi Amats spillerprofil på Soccerbase.com (engelsk)
- Jordi Amats profil hos FootballDatabase.eu (engelsk)
- Jordi Amats spillerprofil på Soccerway (engelsk)
- Jordi Amats profil på Zero Zero (engelsk)
- Jordi Amats profil hos as.com (spansk)